# Schwarzer Teich (Elterlein)

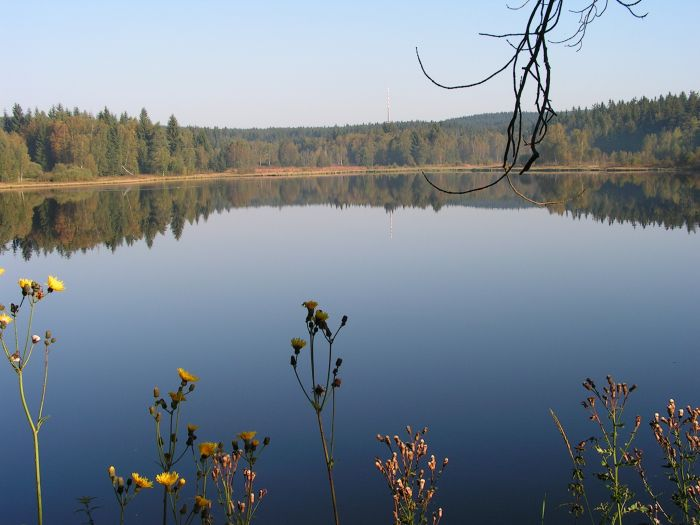
Schwarzer Teich bei Elterlein

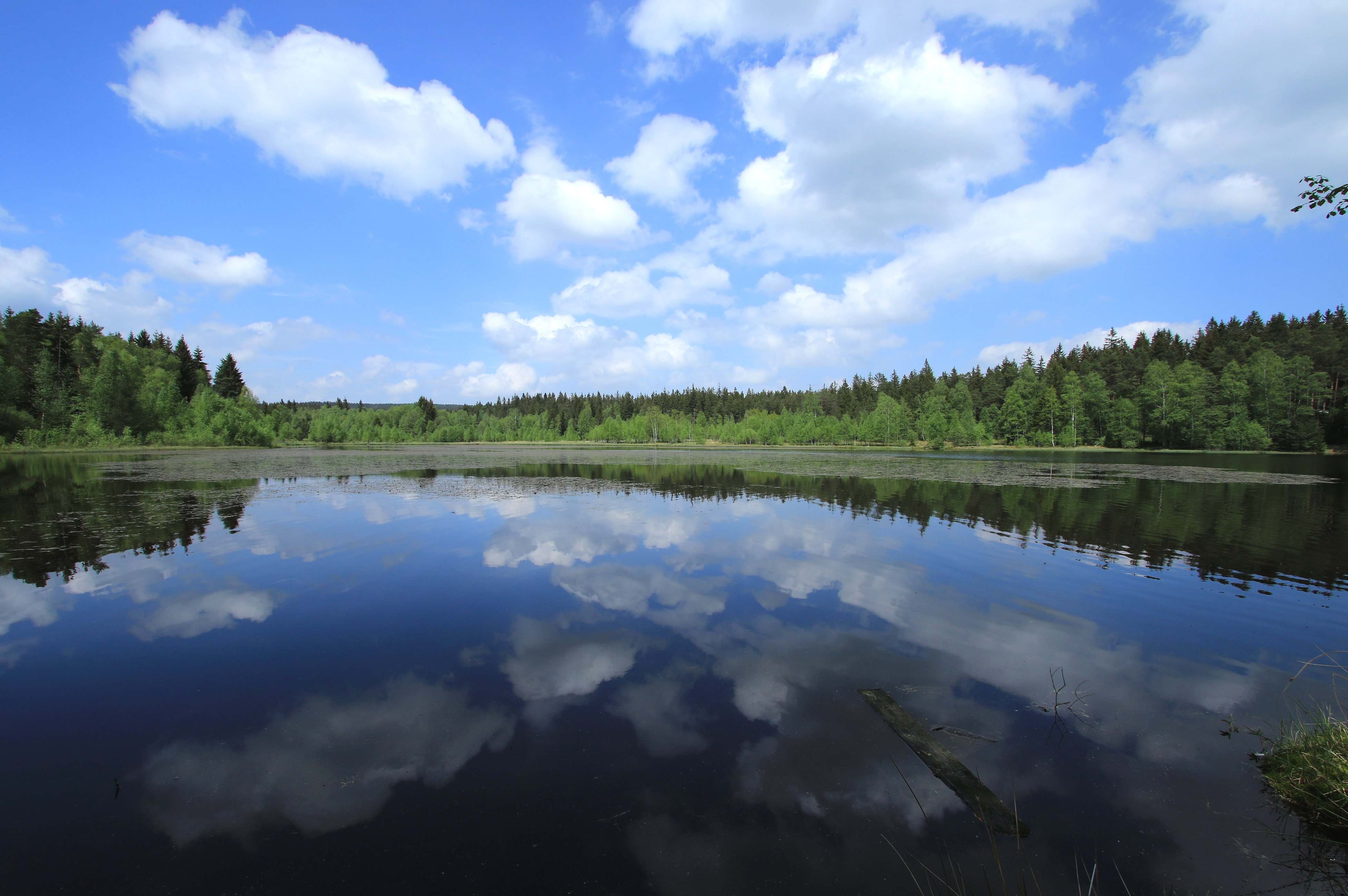
Blick zum Schwarzen Teich

Der Schwarze Teich, auch Großer Teich genannt, ist ein Ende des 16. Jahrhunderts zusammen mit dem Steingraben künstlich angelegtes stehendes Gewässer zwischen Elterlein und Geyer im Erzgebirgskreis des Freistaats Sachsen. Der Teich ist ca. 4,5 Hektar groß. Er gehört seit 2005 zum erweiterten Naturschutzgebiet Hermannsdorfer Wiesen, dem ältesten ausgewiesenen Naturschutzgebiet in Sachsen.

## Geographie
Der Teich liegt mitten im Wald im Erzgebirge in einer Talsenke, durch die die Landstraße (Geyersche Straße) von Elterlein nach Geyer führt, die unmittelbar am Teich vorbeiführt. Er schließt sich direkt an das Magdloch an, ein sumpfiges Gelände, aus dem auch der Wasserzufluss erfolgt. Daneben fließt Wasser aus dem Krebsloch und das Heuschuppenbächel in den Schwarzen Teich.
Der Wolfersbach entwässert den Schwarzen Teich nach Südosten zur Roten Pfütze.
Seit Jahren wurde der Schwarze Teich im Sommer auch für Naherholungszwecke, vor allem auch zum Bade- und Campingbetrieb, zuletzt insbesondere zum Nacktbaden (FKK) genutzt. Die meisten Badegäste kamen dabei aus Elterlein, weil diese Stadt über kein eigenes Freibad verfügte. Bereits in der DDR wurde 1967 angedacht, zum Schutz den gesamten Teich mit einem Zaun zu versehen, wenn dadurch auch das äußere Bild des Naturidylls „Schwarze Teich“ nachteilig verändert wird. Dieses Vorhaben wurde nicht umgesetzt, da kein entsprechendes Material zur Verfügung stand.
Durch die Erweiterung des Naturschutzgebietes 2005 wurde das Baden streng untersagt.

## Geschichte
Der Schwarze Teich wurde von Wolf und Georg von Elterlein Ende des 16. Jahrhunderts zum Betrieb der umliegenden Zechen und des in ihrem Besitz befindlichen Hammerwerkes angelegt.

## Flora und Fauna

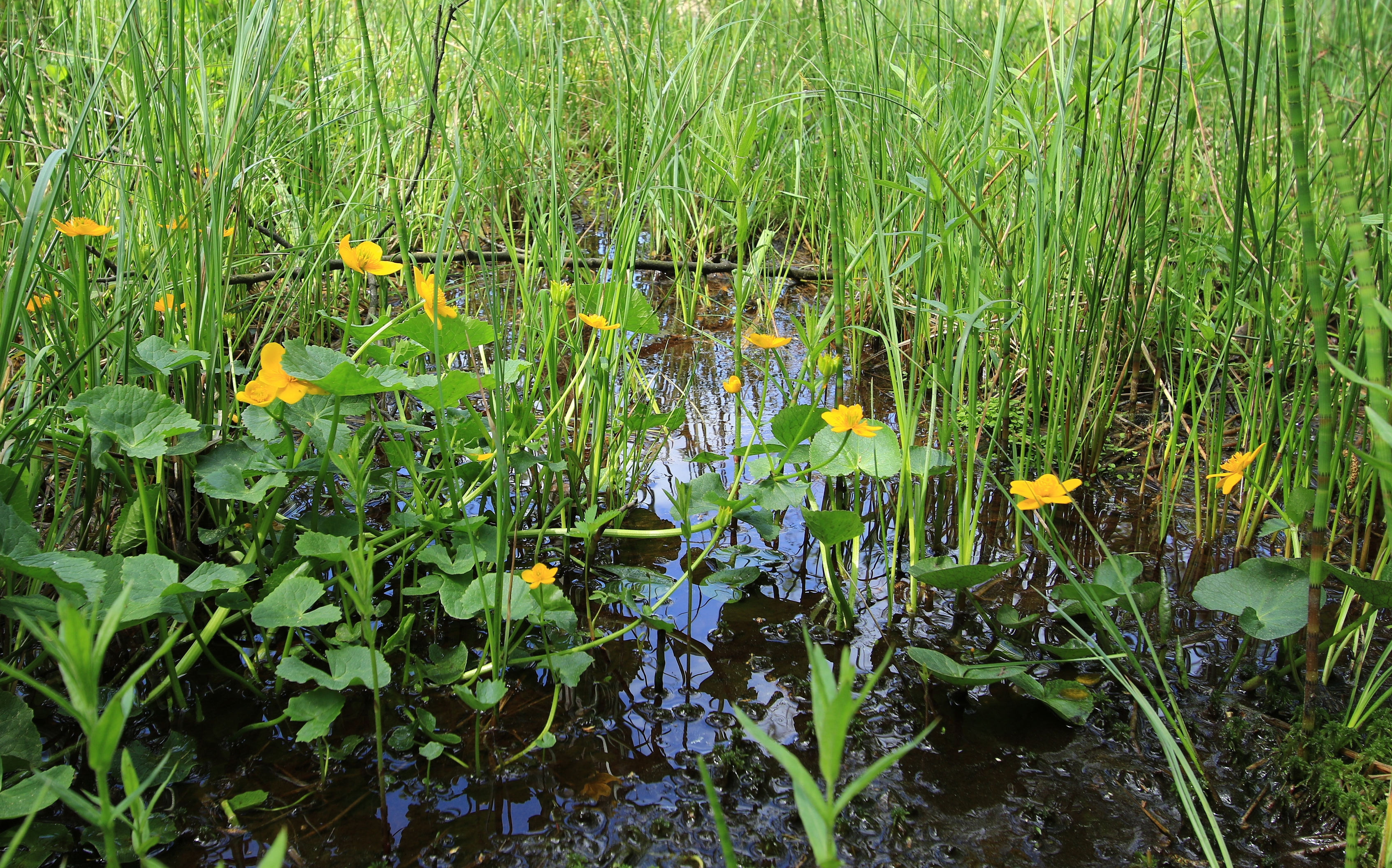
Flora am Schwarzen Teich

Am Schwarzen Teich gedeihen seltene Pflanzen, darunter Orchideen, Sonnentau, Arnika, Blauer Eisenhut und Braunrote Stendelwurz. In den letzten Jahren wurden am Teich der Wachtelkönig und andere seltene Watt- und Wasservögel als Durchzügler beobachtet.